# Nationaal park Nyika (Malawi)
Het nationaal park Nyika is een nationaal park in het noorden van Malawi. Het is het grootste nationale park van Malawi, met een oppervlakte van 3.134 km². Het grenst aan het gelijknamige nationale park in Zambia.

## Locatie en toegang
Het park beslaat vrijwel het gehele Nyikaplateau in het noorden van Malawi, ongeveer 480 km ten noorden van Lilongwe en 60 km ten noorden van Rumphi over de weg. Het park is toegankelijk via een enkele onverharde weg die in noordelijke richting aftakt van de weg van Rumphi naar de grenspost Katumbi, die zich een weg baant over de zuidwestelijke helling van het plateau, over de top loopt waar hij de grens met Zambia vormt, vervolgens in een reeks bochten de noordwestelijke helling afdaalt en verder noordwaarts loopt naar de grenspost Chisenga. Op de top van het plateau loopt een uitloper naar het oosten, naar Chelinda, het hoofdkwartier van het park dichter bij het centrum. Hoewel de parkgrens binnen 35 km van Livingstonia ligt, is er geen toegang vanaf de oostkant.

## Het park
De naam Nyika betekent “waar het water vandaan komt”, omdat het plateau door zijn hoogte natter is dan de omliggende gebieden. Andere gesuggereerde betekenissen zijn “wildernis” en “kort grasland”. De top is vaak bewolkt, zowel in het regenseizoen als in het koude droge seizoen wanneer dichte mist, Chiperoni genoemd, tot ver in de ochtend en soms de hele dag kan aanhouden. Het aanhoudende vocht brengt meer dan 200 soorten orchideeën in bloei. De graslanden van de Nyika zijn het hele jaar door rijk aan wilde bloemen, maar vooral van januari tot april tijdens de regens.
De meeste mensen ervaren de Nyika door op het plateau zelf te blijven of erover te rijden, maar dit vertegenwoordigt slechts ongeveer een derde van het Nationaal Park. De hellingen en noordelijke heuvelgebieden dalen af naar een lagere hoogte en hebben een veel droger seizoenslandschap. Dit wordt gedomineerd door Brachystegia-bos en Protea-struikgewas op de grens tussen grasland en bos. Om deze zones te betreden moet je volledig uitgerust zijn om te kamperen en een lokale gids meenemen. Het is erg gemakkelijk om te verdwalen en het verlaten van de gemarkeerde wegen wordt niet aanbevolen zonder lokale ondersteuning.
Het plateau zelf wordt aanbevolen voor trekking en mountainbiken, maar ook voor meer conventionele 4x4-excursies. De montane vegetatie trekt grote aantallen antilopen aan, van de gewone duiker en rietbok tot elandantilope en roanantilope. Zebra's komen veel voor in de buurt van Chelinda en het hoogste deel van het plateau. Er wordt gezegd dat het park een van de hoogste dichtheden Afrikaanse luipaarden in Centraal-Afrika heeft, maar dit is de afgelopen 20 jaar niet door wetenschappelijk onderzoek bevestigd en alle zoogdieren hebben te maken met snelle populatieveranderingen. Omdat ze voornamelijk nachtdieren zijn, worden ze zelden gezien, hoewel er regelmatig sporen en tekens zijn gevonden. Er zijn een aantal soorten kleinere zoogdieren zoals knobbelzwijnen en boszwijnen, de kleinere katten, stekelvarkens, spitsmuizen S. lixa en S. varilla, vleermuis Plerotes anchietae en knaagdieren Otomys typus en bergoorrat. Savanneolifanten worden vaak overal op het plateau gezien, maar kafferbuffels zijn nu zeldzaam of waarschijnlijk uitgestorven. Hoefafdrukken van buffels in het noorden van het park zijn waarschijnlijk van zwervend vee uit Uledi. Onlangs zijn er leeuwen en olifanten gezien op het hoogplateau.
Er zijn meer dan 400 vogelsoorten geregistreerd in het park. De zeldzame Denhams trap en de lelkraanvogel behoren tot de soorten die je kunt zien, net als de roodvleugelfrankolijn - endemisch voor Nyika.
Het park heeft ook een grote diversiteit aan vlinders, de grootste in Malawi. Charaxes dowsetti, Axiocerces nyika, Lepidochrysops handmani, Lepidochrysops chalceus and Lepidochrysops nyika zijn endemische soorten en Papilio mackinnoni, Neptis nina, Argiolaus pamelae, Triclema nigeriae, Uranothauma williamsi, Brusa saxicola, Metisella medea, Metisella perexcellens and Chondrolepis telisignata zijn soorten die nergens anders in Malawi voorkomen.
Andere attracties zijn watervallen, waarvan de meest indrukwekkende de Chisanga Falls zijn, waar de North Rukuru rivier van het plateau naar het Thalire District valt, neolithische rotsschuilplaatsen, forellenpoelen en zelfs een “magisch meer”. Het onlangs gerenoveerde Chelinda Camp en de gloednieuwe blokhutlodge bieden uitstekende accommodatie en faciliteiten. Er is een landingsbaan voor fly-in safari's.
Het lager gelegen Vwaza Marsh Game Reserve ligt dicht bij het Nyika National Park en kan worden bereikt via de Rumphi Road bij aankomst of vertrek naar de Nyika toegangspoort bij Thazima.

## Important Bird Area
Het park is aangewezen als Important Bird Area door BirdLife International vanwege het belang voor significante populaties van rouwtortel, Ethiopische nachtzwaluw, shoagierzwaluw, strepenral, lelkraanvogel, steppekiekendief, bergbuizerd, bandstaarttrogon, diksnaveltok, Whytes baardvogel, witsnorketellapper, Miombabaardvogel, witgezichtbaardvogel, Dickinsons torenvalk, Fülleborns fiskaal, Souza's klauwier, bergkuifvliegenvanger, miombomees, roestbuikmees, roodkapkrombek, Chapins apalis, kleine savannezanger, zwartteugelgraszanger, snorgraszanger, bamboerietzanger, kaneelstruikzanger, blauwe zwaluw, zwartbrauwbuulbuul, streepkopbuulbuul, gestreepte loofbuulbuul, roodkapboszanger, Afrikaanse grijskop, bruine meeszanger, berglijstertimalia, kaneelvleugelspreeuw, Wallers spreeuw, Gurneys lijster, kurrichanelijster, baardwaaierstaart, Böhms vliegenvanger, bergdrongovliegenvanger, bruinflankjanfrederik, sterrenpaapje, witborstalethe, Sharpes akalat, miomborotslijster, Arnots miertapuit, Anchieta's honingzuiger, bronshoningzuiger, lobeliahoningzuiger, Fülleborns honingzuiger, westelijke miombohoningzuiger, roodrugwever, Reichenows widavink, Baglafechtwever, Bertrams wever, Reichenows bergastrild, geelbuikastrild, breedstaartparadijswida, wielewaalvink, zwartwangkanarie en gestreepte kanarie.

## Galerij

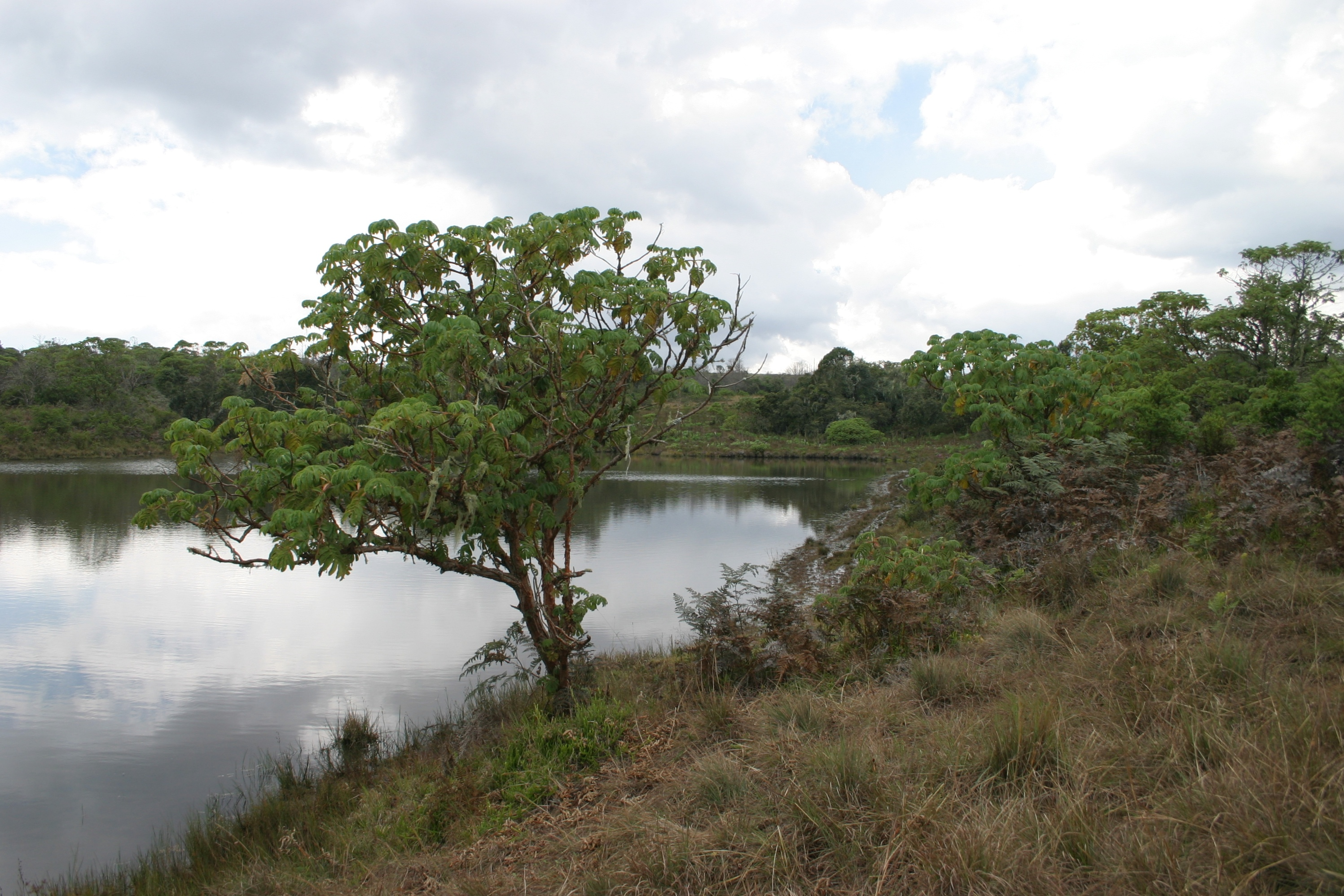
Het Kaulimemeer in het park
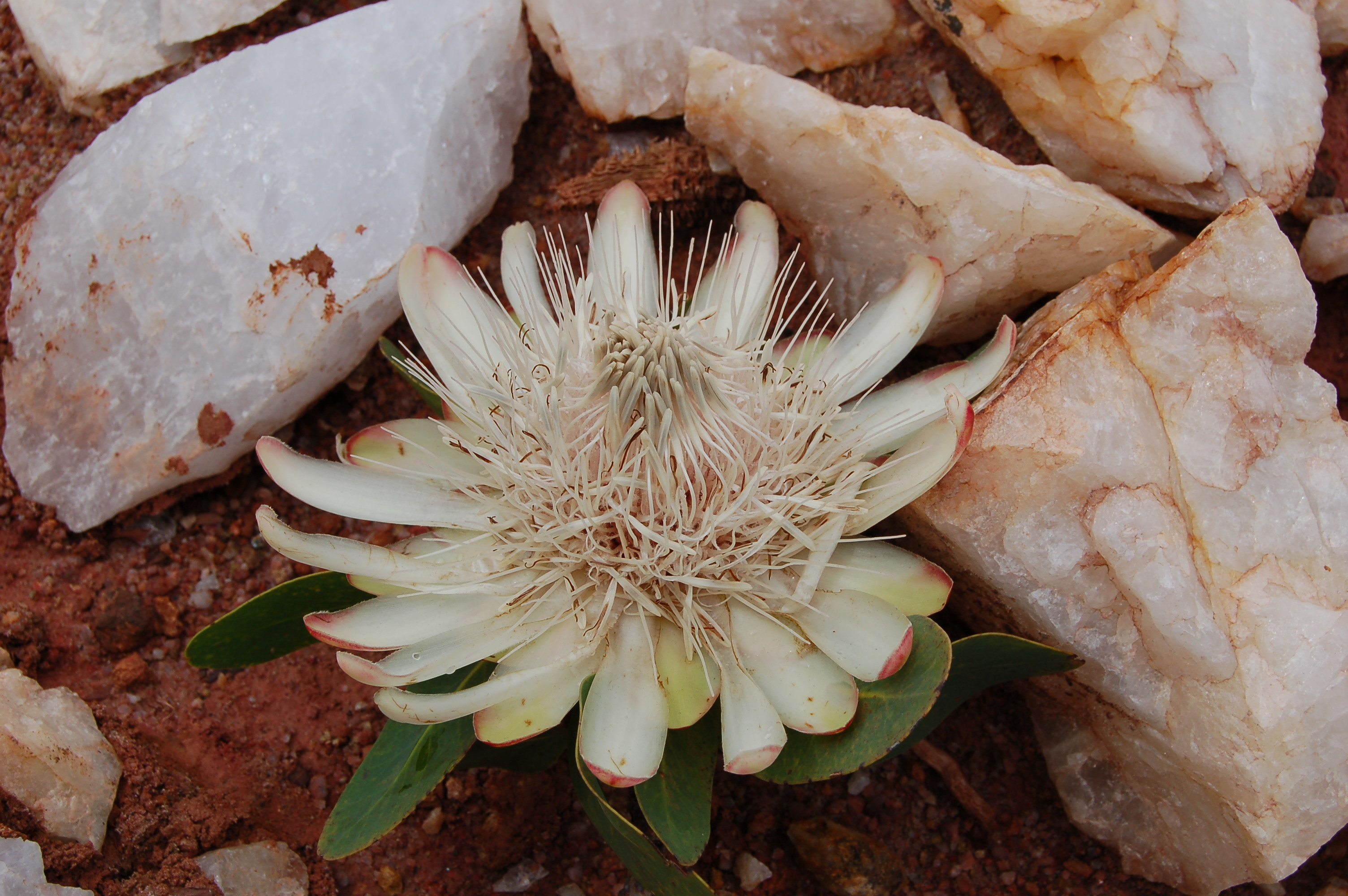
Een bloem tussen kwartsstenen in Nyika National Park.
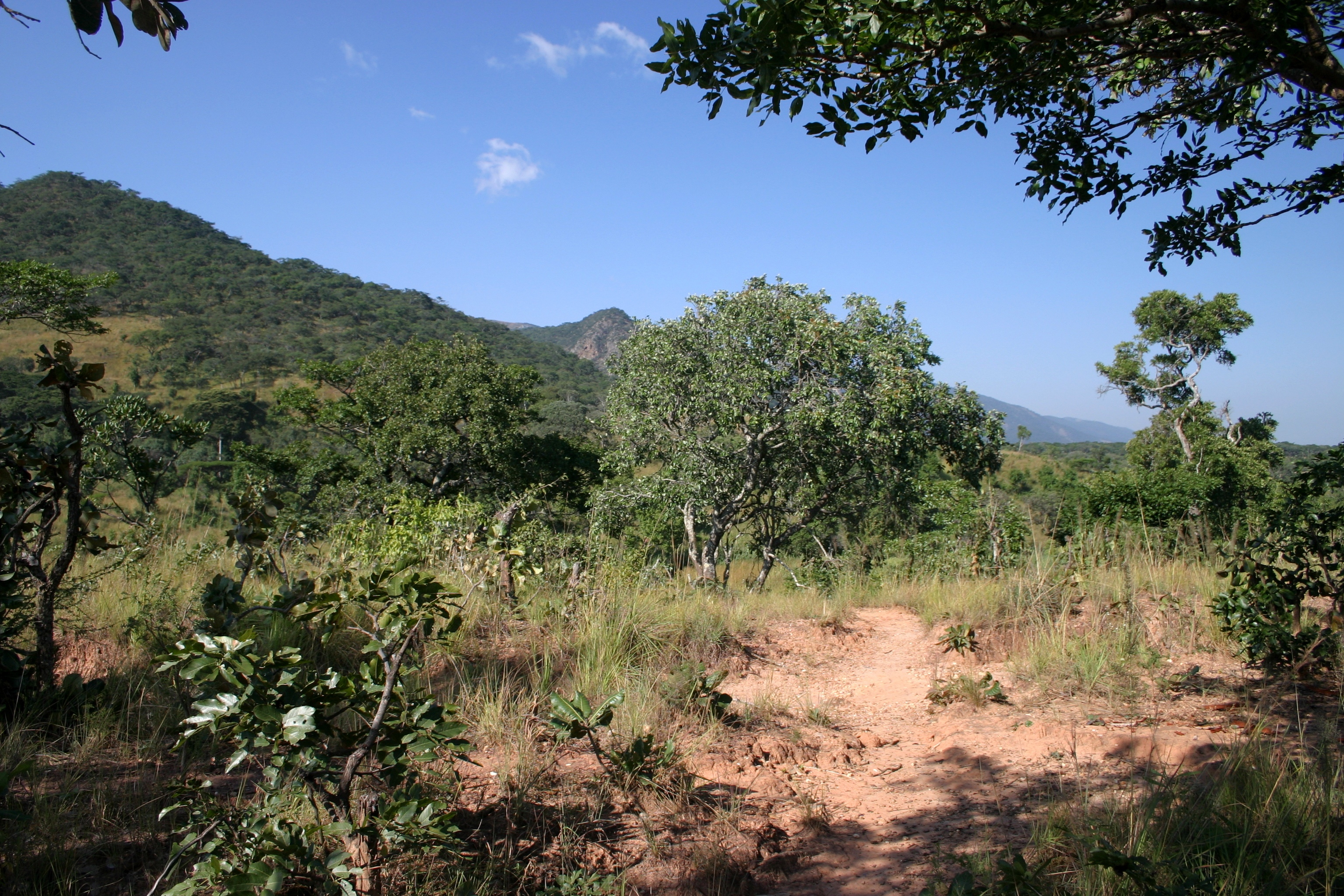
Miombobos in het park
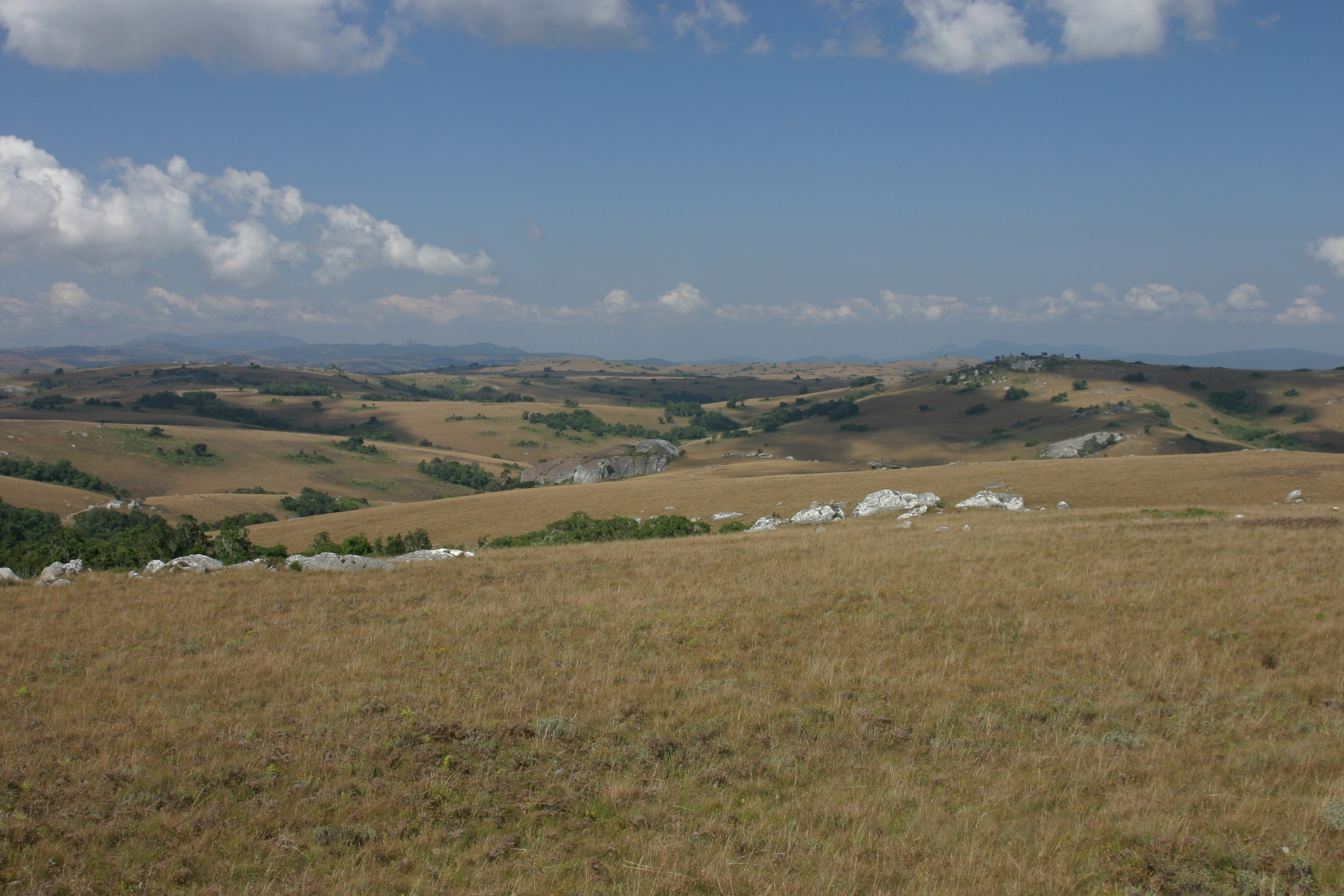
Typisch landschap op het plateau
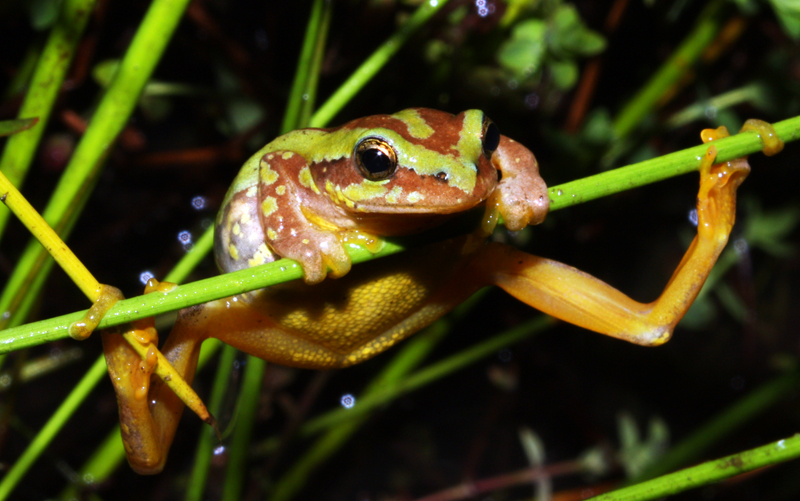
Hyperolius pictus